# Little Abitibi Provincial Park
Little Abitibi Provincial Park är en park i Kanada.   Den ligger i provinsen Ontario, i den sydöstra delen av landet, 600 km nordväst om huvudstaden Ottawa. Little Abitibi Provincial Park ligger 259 meter över havet. Den ligger vid sjön Harris Lake.
Terrängen runt Little Abitibi Provincial Park är mycket platt. Trakten runt Little Abitibi Provincial Park är nära nog obefolkad, med mindre än två invånare per kvadratkilometer.. Det finns inga samhällen i närheten. 
I omgivningarna runt Little Abitibi Provincial Park växer i huvudsak blandskog.